# إنقاذ

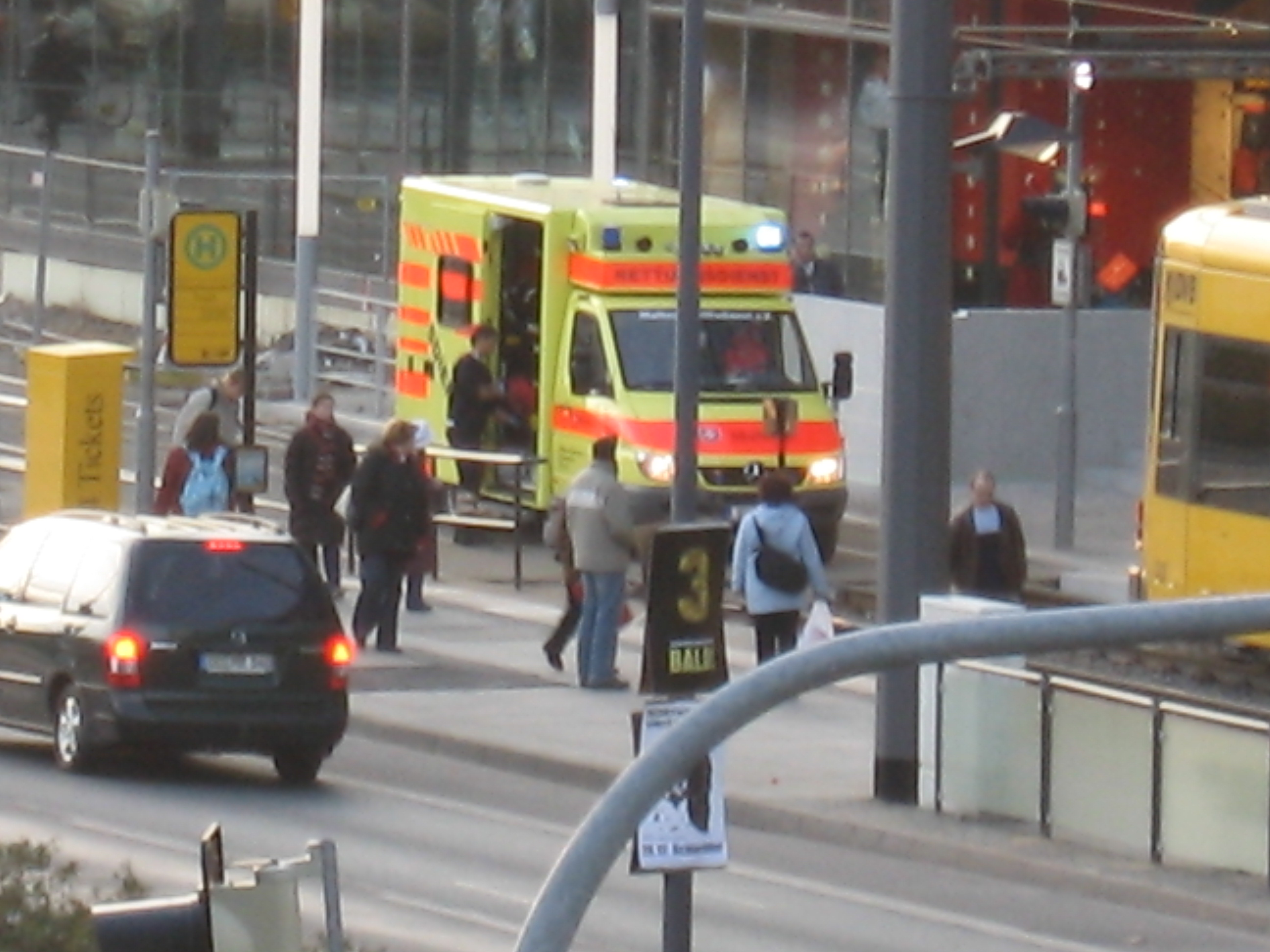
فريق إنقاذ في ألمانيا، 2006.

الإنقاذ أو الإسعاف هي عبارة عن ردات فعل الأشخاص أو الجهات المختصة تجاه الأطراف الذين يكونون في خطرٍ وشيك لمد يد العون، ويتمثل ذلك في إنقاذ حياة الأشخاص من الموت، أو لمعالجتهم أو لتفاديهم من الإصابات والوقوع في حوادث خطرة، وتُستخدم في ذلك مُختلف الأدوات، منها أدوات البحث والإنقاذ كالكلاب أو الخيول والمروحيات، وكذلك أدوات الانتشال من المآزق مثل طوق النجاة وغيرها. وأدوات الإسعافات الأولية المعالجة للإصابات. تتطلب عمليات الإنقاذ درجة عالية من التدريب وتنفذها فرق إنقاذ خاصة، قد تكون مستقلة أو تتبع لتنظيم أكبر مثل الإطفاء أو الشرطة أو القوات المسلحة أو الإسعافات الأولية.